# I Remember Yesterday
I Remember Yesterday (с англ. — «Я помню вчерашний день») — пятый студийный альбом американской певицы Донны Саммер, выпущенный в мае 1977 года на лейбле Casablanca Records, через семь месяцев после выхода её предыдущего альбома. Альбом особенно славится своей последней песней «I Feel Love», в которой Джорджо Мородер начал свои эксперименты по внедрению электроники в танцевальную музыку.

## Об альбоме
I Remember Yesterday — довольно необычный для Донны Саммер альбом, ибо она предприняла здесь вместе с продюсерами Джорджо Мородером и Питом Белоттом музыкальное «путешествие во времени». Заглавная песня «I Remember Yesterday» — это экскурс в 1940-е годы с её оркестровой музыкой; «Love’s Unkind» — в 1950-е, «Back in Love Again» — в 1960-е годы. На второй стороне представлены два танцевальных поп-диско номера, баллада и в завершение альбома — диско-композиция «I Feel Love», ставшая одним из ярчайших образцов диско-музыки.
В предыдущих работах Донны недвусмысленно делался упор на её сексуальном имидже, но в данном альбоме это менее заметно, возможно по причине отхода от стандартного диско и смеси звучания с ретро-музыкой прошлых десятилетий.
Если прежние диско-песни Донны аранжировались живой оркестровкой, то в «I Feel Love» впервые применена целиком синтезаторная аранжировка. Джорджо Мородер известен своими собственными работами в этом направлении, которые стали предтечами появившихся позже стиля техно и прочих.

## Коммерческий приём
В разных странах Донну Саммер издавали разные лейблы: кое-где сингл выпустили с балладой «Can’t We Just Sit Down (And Talk It Over)» на стороне «А» и «I Feel Love» — на стороне «B». Дело в том, что по общепринятой практике, сторона «А» предназначалась для радиодиджеев, то есть предусмотрена как главная на пластинке, а вторую сторону просто заполняли чем-то, чтобы не пустовала. Однако когда вторая сторона стала пользоваться гораздо большим успехом, ошибку исправили, и по всему миру выпустили сингл уже с «I Feel Love» на стороне «А». Песня стала хитом № 1 в Великобритании и многих странах Европы, а также достигла шестой строчки в США, надёжно закрепив за Донной Саммер звание ведущей исполнительницы диско-музыки. Ещё с альбома были выпущены синглы «I Remember Yesterday» и «Love’s Unkind», которые стали популярными в Европе.
Сам альбом также пользовался популярностью, поднявшись в первую десятку лучших в хит-парадах многих стран, включая Австралию, Австрию, Великобританию, Германию, Нидерланды и Норвегию, а в Испании и Италии даже занял первое место. В США альбом поднялся до 18-й строчки в Billboard 200, не сумев превзойти результат предыдущей пластинки, но продержался в чарте 40 недель подряд; в соул-чарте занял 11-е место и продержался в нём 28 недель.

## Список композиций
Слова и музыка всех песен Донны Саммер, Джорджо Мородера и Пита Белотта, за исключением «Can’t We Just Sit Down (And Talk It Over)», автором которой является Тони Маколей.
| №  | Название                         | Длительность |
| -- | -------------------------------- | ------------ |
| 1. | «I Remember Yesterday»           | 4:45         |
| 2. | «Love’s Unkind»                  | 4:29         |
| 3. | «Back in Love Again»             | 3:54         |
| 4. | «I Remember Yesterday» (Reprise) | 3:02         |

| №                   | Название                                    | Длительность |
| ------------------- | ------------------------------------------- | ------------ |
| 1.                  | «Black Lady»                                | 3:47         |
| 2.                  | «Take Me»                                   | 5:03         |
| 3.                  | «Can’t We Just Sit Down (And Talk It Over)» | 4:25         |
| 4.                  | «I Feel Love»                               | 5:53         |
| Общая длительность: | Общая длительность:                         | 35:19        |

## Позиции в хит-парадах
| Чарт (1977)                         | Высшая позиция |
| ----------------------------------- | -------------- |
| Австралия (Kent Music Report)       | 4              |
| Австрия (Ö3 Austria)                | 3              |
| Аргентина (CAPIF)                   | 3              |
| Великобритания (UK Albums Chart)    | 3              |
| Германия (Offizielle Top 100)       | 7              |
| Испания (AFE)                       | 1              |
| Италия (Musica e dischi)            | 1              |
| Канада (RPM Top Albums/CDs)         | 15             |
| Нидерланды (Album Top 100)          | 6              |
| Новая Зеландия (RMNZ)               | 12             |
| Норвегия (VG-lista)                 | 5              |
| Португалия (Música & Som)           | 5              |
| США (Billboard 200)                 | 18             |
| США (Billboard Soul LPs)            | 11             |
| Финляндия (Suomen virallinen lista) | 4              |
| Швеция (Sverigetopplistan)          | 13             |
| Япония (Oricon)                     | 77             |

| Чарт (1977)                            | Позиция |
| -------------------------------------- | ------- |
| Австралия (Kent Music Report)          | 21      |
| Австрия (Ö3 Austria)                   | 9       |
| Великобритания (Gallup Poll)           | 25      |
| Германия (Offizielle Top 100)          | 48      |
| Канада (RPM Year-End)                  | 84      |
| Нидерланды (MegaCharts)                | 44      |
| США (Billboard Top Popular Albums)     | 63      |
| США (Billboard Top R&B/Hip-Hop Albums) | 34      |

## Сертификации и продажи
| Регион                                                      | Сертификация | Продажи    |
| ----------------------------------------------------------- | ------------ | ---------- |
| Великобритания (BPI)                                        | Золотой      | 100 000^   |
| США (RIAA)                                                  | Платиновый   | 1 000 000^ |
| ^ Данные о тиражах приведены только на основе сертификации. |              |            |